# Anasztasziosz Szinaitész

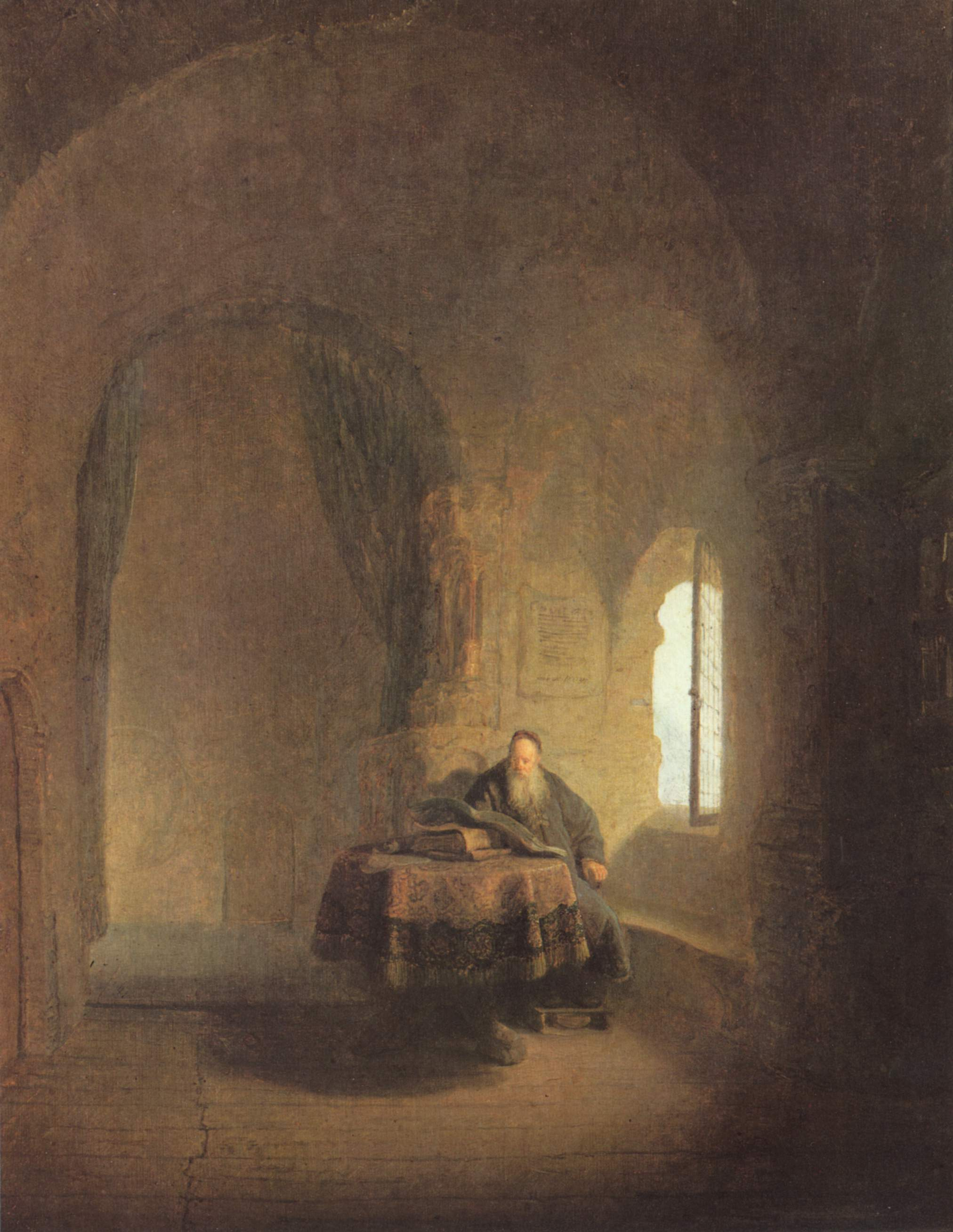
Anasztasziosz a kolostorban
(Rembrandt, 1631)

Anasztasziosz Szinaitész, magyarosan Sínai Anasztáz (640 körül – 700 körül) szerzetes, ókeresztény író, termékeny és fontos alakja a 7. század görög egyházi irodalmának, a Sínai-félszigeten lévő sínai kolostor apátja.

## Élete
Az a kevés információ, ami életéről rendelkezésre áll, saját munkáiból maradt fenn. Gyakran keverték őt össze antiochiai Anasztasziosszal és számos saját műve esetében is vitatták szerzői mivoltát. Írásai kérdéseket és válaszokat tartalmaznak a keresztény dogmák, hagyományok és életstílus illetve a szent beszédek és egzegézis témájában. Kedvelt elfoglaltsága volt keresztény kifejezések etimológiájának kutatása, művelt volt a Biblia és az egyházi irodalom terén, illetve széles körű érdeklődéssel bírt Isten és az ember természetével kapcsolatban, különösen Krisztus személyiségét illetően. Saját elméleteit nem nyilvánította ki az egyházi kérdésekben, ami talán okozhatta a későbbi róla szóló helyreigazításokat és műveinek cenzúrását is.

## Művei
Hodégosz (’Útmutató’) című munkája a teremtéstörténetet magyarázta, illetve kitért az eretnekségek cáfolására is. A mű szerzőjének Egyiptomban és Szíriában eretnekekkel folytatott vitáit fogja össze. Fő ellenfelei a monofiziták voltak, összeállított egy florilégiumot is tanaik cáfolására. Neve alatt fennmaradt egy írás, amely eme műve 9. századi átdolgozása. 
Fennmaradt beszédei közül a leghíresebb a böjti beszédek közt található, a 6. zsoltárt magyarázó homília és az elhunytakról mondott beszéde. Beszédei szír fordításban maradtak fenn. Nagyböjt második vasárnapján mondott beszéde gyakran fellelhető 12–13. századi kódexekben. 
Bibliai szövegekkel kapcsolatban felmerülő erkölcsi-teológiai kérdéseket tárgyal Eróta-pokriszeisz (’Kérdés-felelet’) című munkája. A 154 kérdés-feleletet tartalmazó gyűjteményt a 9. században kiegészítették.
Két értekezésben és egy homíliában fejtegette a kérdést, hogy mit jelent az Isten az embert a saját hasonlatosságára teremtette kifejezés. Értekezéseinek  nagy része néhány töredék kivételével elveszett. Feltételezhető, hogy a Nüsszai Szent Gergely művei közt hagyományozott beszédnek is ő a szerzője (Mit jelent az, hogy képére és hasonlatosságára?), és a Doctrina patrum című gyűjteményt is egyes kutatók az ő munkájának tulajdonítják.

## Fordítás
- Ez a szócikk részben vagy egészben  az   Anastasius Sinaita című angol Wikipédia-szócikk fordításán alapul.  Az eredeti cikk szerkesztőit annak laptörténete sorolja fel. Ez a jelzés csupán a megfogalmazás eredetét és a szerzői jogokat jelzi, nem szolgál a cikkben szereplő információk forrásmegjelöléseként.